# Wapen van Oudehaske

Wapen van Oudehaske

Het wapen van Oudehaske is het dorpswapen van het Nederlandse dorp Oudehaske, in de Friese gemeente De Friese Meren. Het wapen werd in 1989 geregistreerd.

## Beschrijving
De blazoenering van het wapen luidt als volgt:
Van sinopel, beladen met een varkenskop van goud; en een golvend schildhoofd van zilver, waarop een springende haas van keel, ter weerszijde vergezeld van een turf van sabel.
De heraldische kleuren zijn: sinopel (groen), goud (geel), zilver (zilver), keel (rood) en sabel (zwart).

## Symboliek
- Zilveren schildhoofd: de golvende rand verwijst naar het Nannewijd.[2]
- Rode haas: verwijst naar de plaatsnaam "Oudehaske".[2]
- Zwarte turven: staan voor de vroegere vervening rond het dorp.[2]
- Varkenskop: ontleend aan een Fries versje "Yn ‘e Haske hinget in baarch yn ‘e beam" (In Oudehaske hangt een varken in de boom).[3][4]

## Zie ook

Vlag van Oudehaske